# Tanjong Hagu
Tanjong Hagu is een bestuurslaag in het regentschap Pidie van de provincie Atjeh, Indonesië. Tanjong Hagu telt 221 inwoners (volkstelling 2010).